# Singleton (Australia)
Singleton – miejscowość w Australii, w stanie Nowa Południowa Walia, w regionie Hunter. Miasto położone nad rzeką Hunter, przy drodze New England Highway, w odległości ok. 190 km na północ od Sydney. Pierwsza nazwa miejscowości: Patricks' Plains. Obecną nazwę zawdzięcza założycielowi miasta, Benjaminowi Singletonowi.

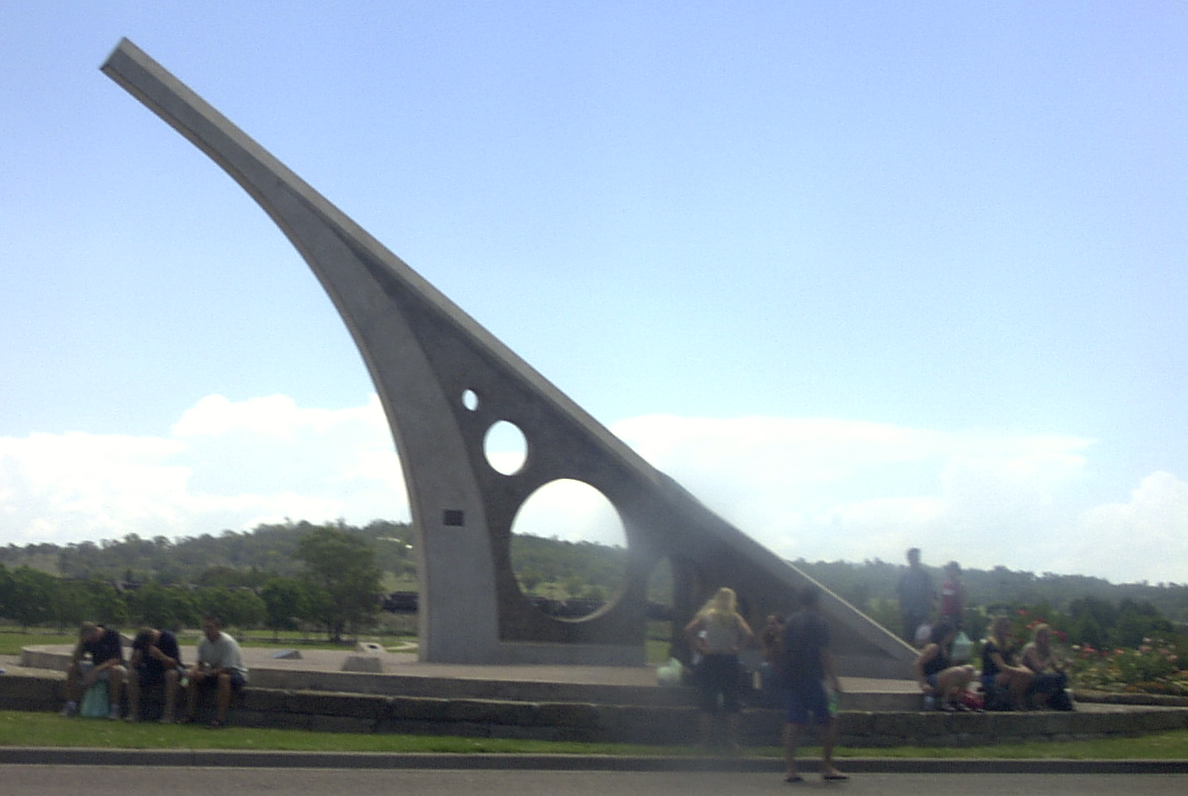
Zegar słoneczny w Singleton

W Singleton znajduje się jeden z największych zegarów słonecznych świata.